# Partido Andaluz del Progreso
El Partido Andaluz del Progreso (PAP) fue un partido político español de ámbito andaluz fundado en 1993 por Pedro Pacheco (entonces alcalde de Jerez de la Frontera) como escisión del Partido Andalucista debido al enfrentamiento entre Alejandro Rojas-Marcos y el propio Pacheco, que se saldó con la salida del partido de los partidarios de este.
Tras la escisión, el PAP contaba con cuatro de los diez diputados en el Parlamento de Andalucía y varias alcaldías. En las elecciones generales de 1993 se presentó en solitario, obteniendo 43 169 votos y ninguna representación, razón por la cual en las elecciones al Parlamento de Andalucía de 1994 se coligó nuevamente con el Partido Andalucista en la Coalición Andalucista - Poder Andaluz, haciendo lo propio en las elecciones europeas que se efectuaron simultáneamente, con el mismo nombre, que obtuvo 140 445 votos (0,76 % en toda España) sin conseguir representación. Desapareció cuando su líder volvió al Partido Andalucista en 1996.